# Oflag VI C

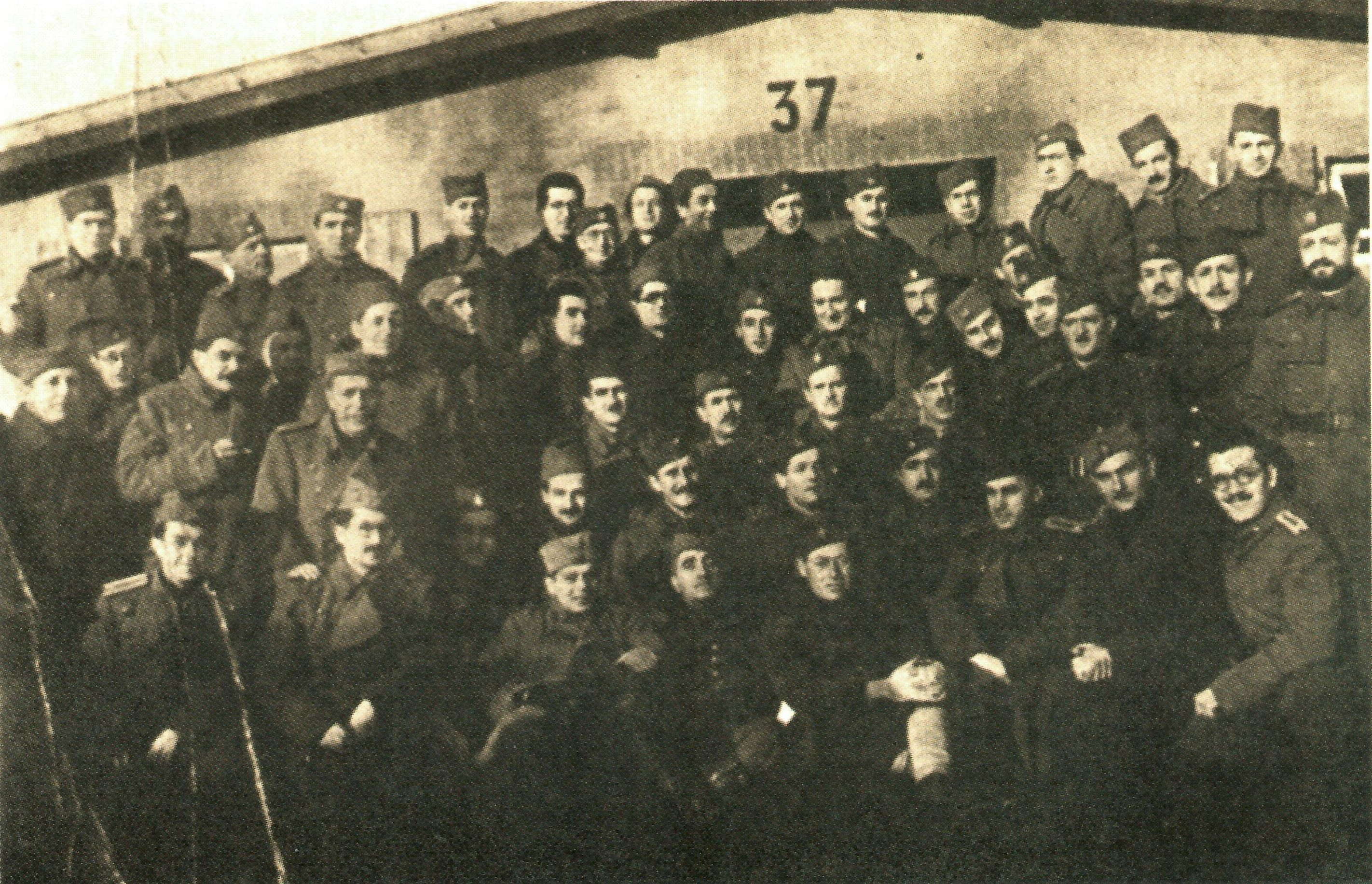
Jüdische jugoslawische Offiziere als Kriegsgefangene vor Baracke 37 im Oflag VI C

Oflag VI C (gesprochen „Oflag sechs C“) war ein Offizierslager in der Gemeinde Atter, einem heutigen Stadtteil der Stadt Osnabrück. VI C steht für das dritte Lager im Wehrkreis VI. In dem Kriegsgefangenenlager waren während des Zweiten Weltkriegs mehrere tausend Häftlinge untergebracht. Ungewöhnlich ist, dass hier 400 jüdische Männer bis 1944 ein jüdisches Gemeindeleben aufrechterhalten konnten.

## Geschichte
Die Kaserne an der Landwehrstraße wurde 1935 für die Wehrmacht gebaut. Nach dem Frankreichfeldzug wurden französische Kriegsgefangene eingeliefert. Sie lebten in 30 Baracken, die meist aus Holz gezimmert waren. In jeder der mit Stacheldraht umzäunten Baracken lebten 140 bis 200 Menschen. „Nur die Generäle schliefen einzeln“, wird eine Dokumentation einer Außenstelle des Ratsgymnasiums in Eversburg zitiert, die über die Zeit berichtet, als „6.000 serbische Offiziere“ hier leben mussten.
Unter dem Namen Oflag VIc lebten hier auch bis zu 400 jüdische Männer. Die Verpflegung sei schlecht gewesen, heißt es. Besonders grauenvoll sei ein Luftangriff am 6. Dezember 1944 gewesen. Weil Bunker für Gefangene und Wachsoldaten nicht vorgesehen waren, zählte man 118 tote Gefangene. Die Toten sind auf dem Eversburger Friedhof begraben.
1945 wurde das Lager von den Alliierten befreit. Viele serbische Offiziere blieben danach in Osnabrück und gründeten dort später eine eigene serbisch-orthodoxe Gemeinde. Die Wehrmachtsbaracken übernahm die britische Armee. Zunächst wurden hier Displaced Persons untergebracht und ab 1950 britische Soldaten, zu dieser Zeit wurden Lager und Kasernen in „Quebec-Barracks“ umbenannt. Die Garnison Osnabrück der Britischen Rheinarmee nutzte die „Quebec Barracks“ bis 2008 als Kaserne.

## Jüdisches Gemeindeleben
Elmar Stephan beschreibt im Weser-Kurier das Lagerleben der jüdischen Offiziere:

„Die jüdischen Offiziere konnten hier ein Gemeindeleben aufrechterhalten und hatten einen Rabbiner. Ihre Toten bestatteten sie auf einem jüdischen Friedhof. ... Während in der Stadt Osnabrück nur fünf jüdische Bürger den Krieg überlebten, wuchs von 1941 bis Sommer 1943 die „Heilige Familie vom OFLAG VIC“ von 140 auf 400 Gemeindemitglieder an.“

Eine Gutachterin des Niedersächsischen Landesamtes für Denkmalpflege stellte verwundert fest: „Ausgerechnet in einem Straflager innerhalb eines Offizierslagers überlebt so wohl die größte jüdische Gemeinde im Reich“.
Auch der TAZ-Journalist Frank Keil merkt an:

„Es muss ein merkwürdiges Bild gewesen sein: Männer in fremden, vermutlich schon etwas zerschlissenen Uniformen schieben einen Leichenkarren durch die Straßen, bewacht von Wehrmachtssoldaten. Es geht vom Osnabrücker Stadtteil Atter im Nordwesten einmal quer durch die Stadt bis zum Friedhof Magdalenenstraße im Südosten, in aller Öffentlichkeit. Es sind serbische Offiziere jüdischen Glaubens, die im Offizierslager „Oflag VI C“ in Atter interniert sind und mitten in Osnabrück bis 1944 nach jüdischem Ritus ihre Toten beerdigen.“

Im übrigen Deutschland rollen die Züge mit Juden in Richtung Osten zu den Konzentrationslagern, und die jüdischen Offiziere im OFLAG VI C am Rande von Osnabrück können den Schabbat und die jüdischen Festtage feiern – es gibt sogar eine Gebetsbaracke. Zvi Asaria (Landesrabbiner in Niedersachsen von 1966 bis 1970) arbeitet als Militärgeistlicher unter dem Namen Hermann Helfgott im Hauptmannsrang.

„Die jüdischen Gefangenen waren im Lager separat untergebracht. Eine der Baracken diente als Bethaus. Den Gefangenen wurde gemäß den Genfer Konventionen gestattet, ihre Religion auszuüben. ... Man feierte mit Duldung der Kommandantur Gottesdienste und beging soweit möglich jüdische Festtage. Die Toten konnten mit einem Geleit von mindestens 10 jüdischen Männern, der „Chewra Kadishah“, auf dem jüdischen Friedhof an der Magdalenenstraße (Johannisfriedhof) beigesetzt werden.“

Die Entfernung zwischen dem Lagerstandort und dem Friedhof beträgt etwa 8 Kilometer.

## Forderung nach einer Gedenkstätte

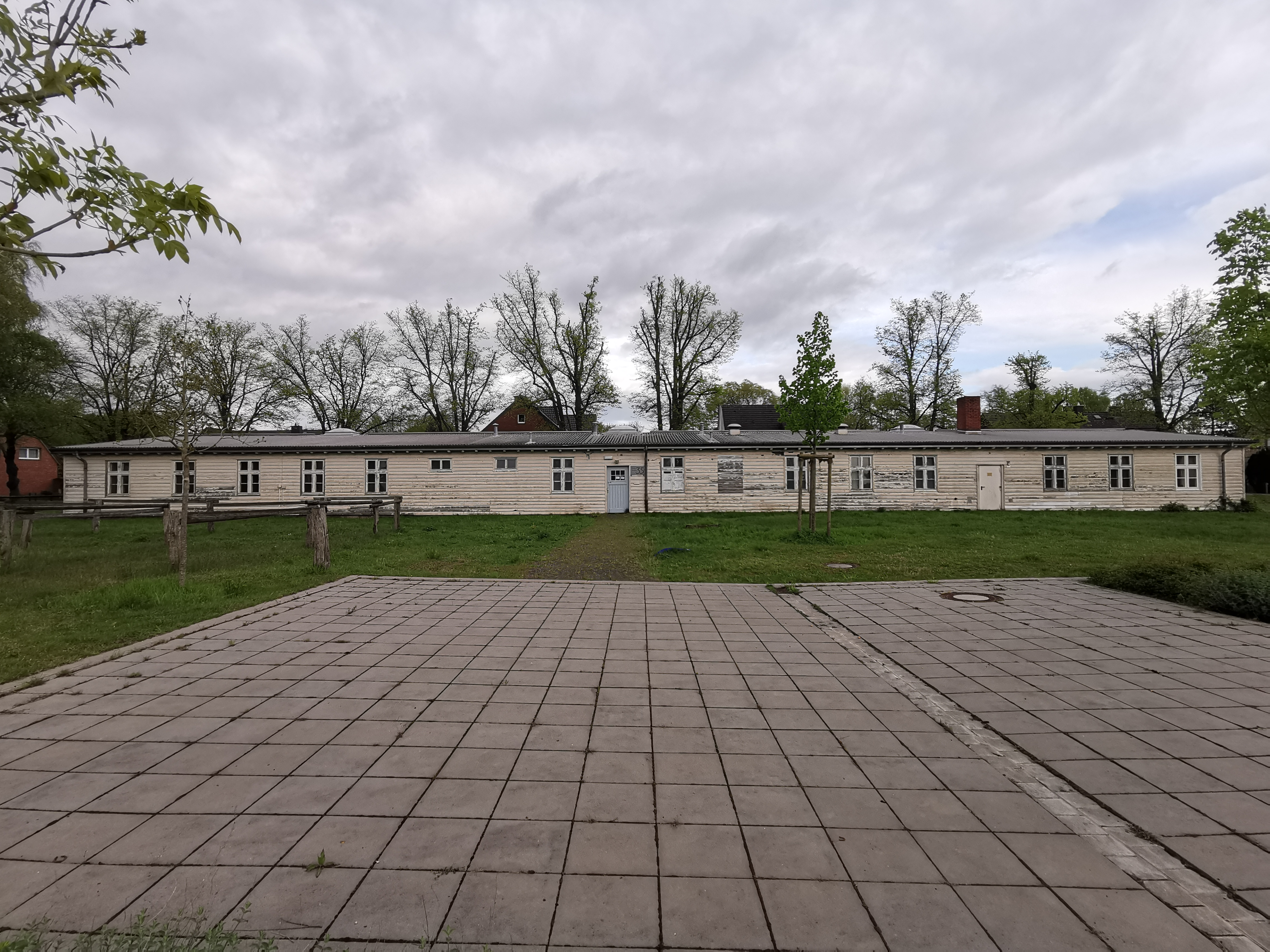
Wachbaracke 35 im April 2024

Das „Bürgerforum Osnabrück-Atter e. V.“ bemühte sich seit 2008 darum, dass an diesem Standort eine Erinnerungsstätte eingerichtet würde. Ab 2010 wurden die Bestrebungen vom Verein „Anti-Kriegsbaracke Atter-Osnabrück“ fortgeführt. Die Osnabrücker Denkmalspflege hat es 2009 abgelehnt, die Gebäude als Gesamtgruppe unter Denkmalschutz zu stellen, weil zu viele Umbauten und Modernisierungen stattgefunden hätten. Die Baracke 35 sei jedoch am besten erhalten und solle als Einzeldenkmal ausgewiesen werden, obwohl es eine Wachbaracke gewesen ist, in der keine Kriegsgefangenen untergebracht waren. Weil eine große Gruppe von jüdischen Kriegsgefangenen von der Judenverfolgung ausgenommen war, hat auch die Stadt Osnabrück die Bereitschaft gezeigt, die Baracke 35 zu einer Gedenkstätte auszubauen. 2011 hat sie sich auf mehreren Sitzungen mit dem Thema beschäftigt. Die Stadt stellte sich die Fragen: „Wie kann eine wissenschaftliche Aufarbeitung der Geschichte erfolgen?“ und „Wie kann die Öffentlichkeit über die Geschichte des OFFLAG VI C informiert werden?“